# Piotrewicze
Piotrewicze (także: Pietrowicze, Piotrowicze, biał. Пятрэвічы, Piatrewiczy; ros. Петревичи, Pietriewiczi) – agromiasteczko na  Białorusi, w obwodzie grodzieńskim, w rejonie nowogródzkim; centrum administracyjne sielsowietu Piotrewicze.

## Geografia
Piotrewicze znajdują się 12 km na północny zachód od Nowogródka, 174 km od Grodna, 35 km od stacji kolejowej Nowojelnia. Leżą między rzeczkami Nieżatką (prawy dopływ Izwy) a Kamienką (prawy dopływ Izawki), na północ od miejscowości Izwa Mała i Izwa Wielka oraz na zachód od wsi Łowce. Na północny wschód od Piotrewicz biegnie droga republikańska R11.  

## Historia
W okresie międzywojennym Piotrewicze należały do gminy Wsielub w powiecie nowogródzkim województwa nowogródzkiego II Rzeczypospolitej. Po wcieleniu do ZSRR w 1939 r. wieś w 1991 r. znalazła się w niepodległej Białorusi. W 2009 r. otrzymała status agromiasteczka, a liczba mieszkańców Piotrewicz wzrosła do ponad 550 w 2018 r.